# Mirko Mokry
Mirko Mokry (* 11. September 1978 in Aschersleben) ist ein ehemaliger deutscher Politiker (DVU/FDVP). Von 1998 bis 2002 war er Mitglied des Landtags von Sachsen-Anhalt und ist seit 2001 Inhaber bzw. Geschäftsführer der mittlerweile insolventen A.V.G. Ascherslebener Verkehrsgesellschaft mbH.

## Ausbildung
Mokry machte nach der Schule zunächst eine Ausbildung zum Lokomotivführer bei der Deutschen Bahn.

## Politik

### DVU
Mokry, der als 17-Jähriger ein Denkmal mit Hakenkreuzen beschmierte, ließ sich von der DVU als Mitglied werben und zog bei der Landtagswahl in Sachsen-Anhalt 1998 für diese ins dortige Landesparlament ein. Aus Protest dagegen, dass 1998 mit Rudi Wiechmann als ältestem und Mokry als jüngstem Landtagsmitglied nach der Geschäftsordnung das Präsidium der konstituierenden Landtagssitzung mehrheitlich von DVU-Leuten gestellt wurde, verzichteten die zweit- und drittjüngsten Abgeordneten (von SPD und PDS) auf den dritten Präsidiumsplatz. Trotz der DVU-Forderung nach Bekämpfung von Vetternwirtschaft beschäftigte Mokry seine Mutter als Angestellte im Wahlkreisbüro, da Sachsen-Anhalt in seinem Abgeordnetengesetz das übliche Verbot der Beschäftigung von Verwandten als Abgeordnetenmitarbeiter 1994 versehentlich gestrichen hatte. Als sich kurz nach der Landtagswahl 1998 Martin Sonneborn vom Satiremagazin Titanic am Telefon gegenüber Mokry und einigen seiner Fraktionskollegen als Büroleiter von DVU-Chef Gerhard Frey ausgab und in Anspielung auf Mussolinis Marsch auf Rom zum Marsch auf Berlin unter dem Motto „Arbeit macht Frey“ aufforderte, sagte Mokry zu und wollte sich auch um den in Namen Freys verlangten Ariernachweis kümmern. Er räumte dabei ein, dass sein Name nicht sonderlich deutsch klinge. Mokry schätzte seinen Gestaltungsspielraum als gewählter Abgeordneter so ein: „Jeder von uns kriegt […] einen Schreiberling […], so einen Sekretär aus München gestellt. Der weiß über alles Bescheid“ (dort war der Sitz der DVU).

### FDVP
Als sich am Anfang des Jahres 2000 die 16-köpfige DVU-Fraktion im Landtag spaltete, schlug Mokry sich auf die Seite der unter FDVP firmierenden Abweichler. Ende 2001, ein halbes Jahr vor der Landtagswahl 2002, kehrte er auch der FDVP-Fraktion den Rücken und blieb bis zu seinem Ausscheiden aus dem Parlament fraktionslos.

### AfD
Mokry trat im September 2014 der Alternative für Deutschland (AfD) im Landesverband Sachsen-Anhalt bei. Im Mai 2015 trat Mokry aus der AfD wieder aus, um nach eigenen Angaben von der Partei Schaden abzuwenden. Die Aufnahme Mokrys war zuvor auch aus den Reihen der AfD kritisiert worden und führte zur Beantragung eines Amtsenthebungsverfahrens durch den Kreisverband Harz gegen den AfD-Landesvorsitzenden André Poggenburg. Poggenburg blieb im Amt und bereits im Herbst 2015 war Mokry dann Fördermitglied der AfD.

## Tätigkeit im Bahnwesen
Neben seinem Landtagsmandat machte sich Mokry 2001 mit der Firma A.V.G. Mirko Mokry e.K. (ab 2007 A.V.G. Ascherslebener Verkehrsgesellschaft mbH) selbständig und führte das Unternehmen seit seinem Ausscheiden aus dem Landtag hauptberuflich, bis er 2019 die Geschäftsführung abgab. Im Jahre 2023 ging das Unternehmen in Insolvenz.
2007 gründete er mit anderen Eisenbahnfreunden den Verein Nebenbahn Staßfurt – Egeln e. V., der u. a. einen musealen Personenverkehr mit historischen Schienenfahrzeugen wie dem „Ferkeltaxi“ auf der Nebenbahn Staßfurt-Egeln organisiert. Nach einer mehrjährigen Unterbrechung gehört er wieder dem Vorstand des Vereins an.